# Die Heilige Magdalena, von Engeln emporgetragen
Die Heilige Magdalena, von Engeln emporgetragen ist ein Gemälde des italienischen Malers Antonio Vivarini, auch Antonio da Murano genannt. Die hochrechteckige Pappelholztafel mit abschließendem Dreipassbogen wurde mit Tempera auf Goldgrund gemalt. Das Gemälde ist vermutlich Teil eines Polyptychons, eines mehrteiligen Altarbildes, gewesen und kann aktuell keinem ehemaligen Rahmen zugeordnet werden.

## Beschreibung
Die Darstellung zeigt eine Frau in frontaler Ansicht, die Hände zum Gebet gefaltet. Lange, rotblonde Haare umhüllen ihren ansonsten unbekleideten Körper. Ihre Füße sind gen Boden gestreckt, berühren ihn jedoch nicht. Dadurch wirkt es, als würde die Dargestellte vor dem goldenen Hintergrund schweben. Die sechs Engel, die sie umfliegen, scheinen ihren Körper in den Himmel zu tragen. Zu ihren Füßen befindet sich eine karge Felslandschaft, in der eine betende Person kniet und zu der Heiligen aufschaut.

## Datierung
Die genaue Datierung des Werkes ist unklar. Von den Staatlichen Museen zu Berlin wird der Entstehungszeitpunkt auf die Zeit vor 1440 datiert.

## Provenienz
Das Gemälde ist seit 1821 Teil der Sammlung der Berliner Gemäldegalerie. 1821 wurde es mit der Sammlung des Kaufmanns Edward Solly angekauft.

## Autorschaft und Zuschreibung
Lange Zeit wurde das Werk dem venezianischen Maler Michele Giambono zugeschrieben. Anfang des 20. Jahrhunderts mutmaßte Wilhelm von Bode, die Darstellung sei eventuell identisch mit einem ursprünglich im Nonnenkloster S. Maria delle Vergini zu Venedig befindlichen Gemälde, das ebenfalls Giambono zugewiesen ist. Wenige Jahre später wird klar Antonio Vivarini als Autor genannt, der zusammen mit Giovanni d’Alemagna an dem Gemälde gearbeitet haben soll. D’Alemagna war seit 1441 Mitarbeiter in der venezianischen Werkstatt Vivarinis. Aktuelle Infrarotuntersuchen des Werkes machten deutliche Unterzeichnungen und Ritzlinien sichtbar, die nahelegen, dass das Gemälde aus der Werkstatt der Vivarini stammt, jedoch nach seinem Tod entstanden ist.

## Personenzuschreibung und Ikonographie
Bei der Dargestellten handelt es sich um Maria Magdalena. Die betende Person zu ihren Füßen ist vermutlich die Stifterin des Bildes, eine Äbtissin des Augustinerordens.
Der Legenda aurea nach wurde Maria Magdalena mit ihren Brüdern in einem steuerlosen Schiff auf dem Mittelmeer ausgesetzt, das in Südfrankreich strandete. Dort soll sie sich im Massif de la Sainte-Baume in eine Höhle zurückgezogen haben, um als Zeichen der Reue für ihren früheren Lebensstil Buße zu tun. Daher zeigen Darstellungen der Maria Magdalena die Anhängerin Jesu Christi häufig in einer Einöde oder in einer Höhle, die sinnbildlich für ihre Zeit als Büßerin in Abgeschiedenheit stehen.
Oftmals ist sie mit bodenlangem Haar dargestellt, das ihre Nacktheit bedeckt. So sollte ihre Zurückgezogenheit und ihr asketisches Leben äußerlich sichtbar gemacht werden. Ihr Fell habe Gott ihr zum Schutz vor wilden Tieren wachsen lassen. Laut Legenda aurea wurde sie von Engeln zu jeder Liturgie in den Himmel getragen, wo sie den heiligen Gesängen zuhören konnte.

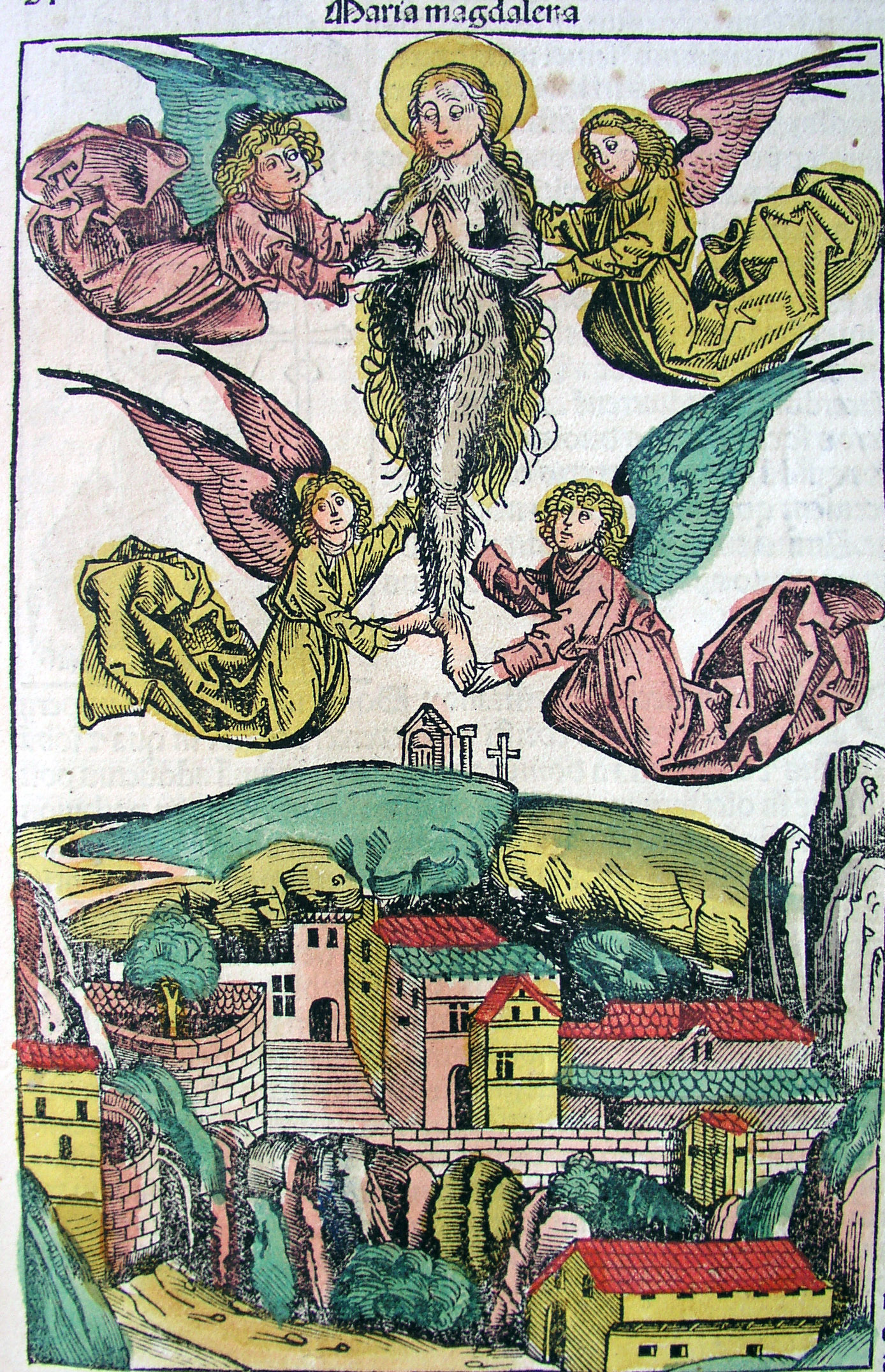
Levitation Maria Magdalenas, aus der Schedelschen Weltchronik, Stich, vor 1493
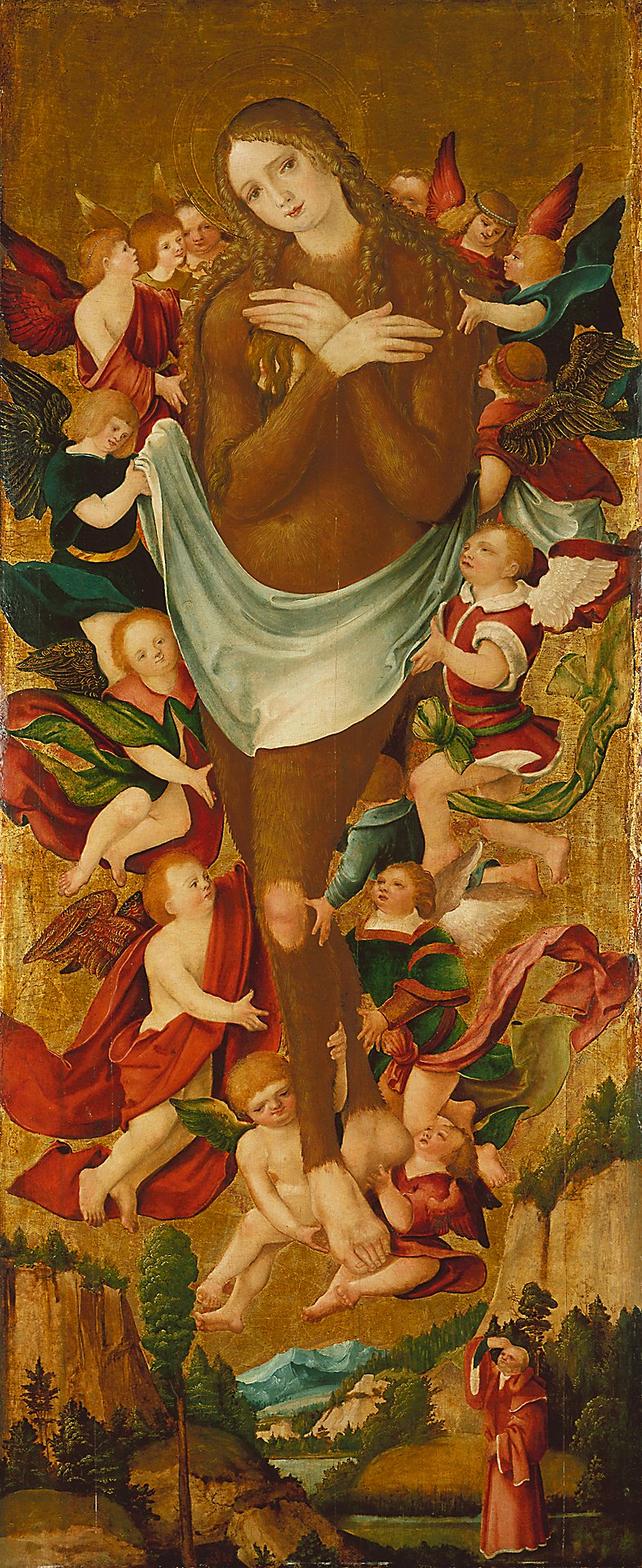
Meister von Meßkirch: Erhebung der Maria Magdalena, 1530/1540, Minneapolis Institute of Art
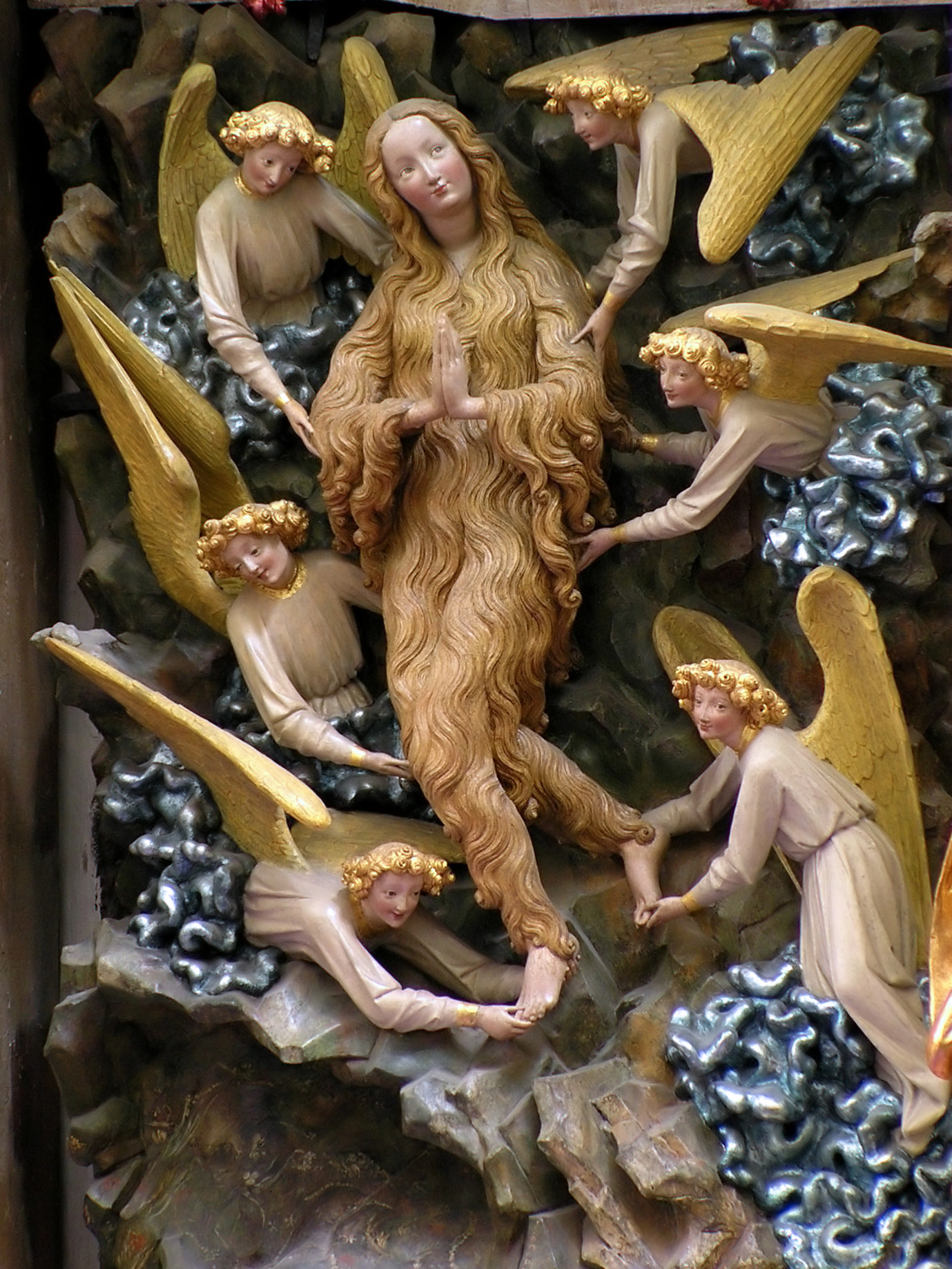
NN: Maria Magdalena, 14. Jahrhundert, Dom St. Johannes, Thorn.